# Paravani (sjö)
Paravani (georgiska: ფარავანი) är en sjö i Ninotsmindadistriktet Georgien, belägen vid Dzjavachetiplatån, mellan Abul-Samsari- och Dzjavachetibergskedjorna. Sjön är med sin yta på 37,5 km² Georgiens största sjö.
Sjön är belägen 2 073 m ö.h. och har en yta på 37,5 km², med en avrinningsarea på 234 km². Sjöns max och medeldjup är 3,3 respektive 2,2 meter. Sjöns vattenvolym är cirka 91 miljoner m³. Vattennivå är låg under oktober-november, och hög mellan maj och juni. Under vintertid är sjön isbelagd med ett istäcke vars tjocklek varierar mellan 47 och 73 centimeter.